# کندیس برگن (سیاستمدار)
کندیس ماری برگن (متولد ۲۸ سپتامبر ۱۹۶۴) یک سیاستمدار کانادایی است که از سال ۲۰۰۸ تا ۲۰۲۳ به عنوان نماینده پارلمان در استان منیتوبای کانادا خدمت کرده‌است. او از ۲ فوریه ۲۰۲۲ تا ۱۰ سپتامبر ۲۰۲۲ به عنوان رهبر موقت حزب محافظه کار کانادا فعالیت می‌کرد. در ۶ سپتامبر ۲۰۲۲، او اعلام کرد که در انتخابات فدرال بعدی شرکت نخواهد کرد و در ۲۸ فوریه ۲۰۲۳ از کرسی خود استعفا داد